# Luis Santana
Luis Santana (* 19. November 1958 in La Romana, Dominikanische Republik) ist ein ehemaliger dominikanischer Boxer.
Am 7. November 1986 wurde er Nordamerikanischer Meister im Weltergewicht. Im November 1994 schlug er Terry Norris durch Disqualifikation in der 5. Runde und wurde dadurch Weltmeister der WBC im Halbmittelgewicht. 